# Ackerhof

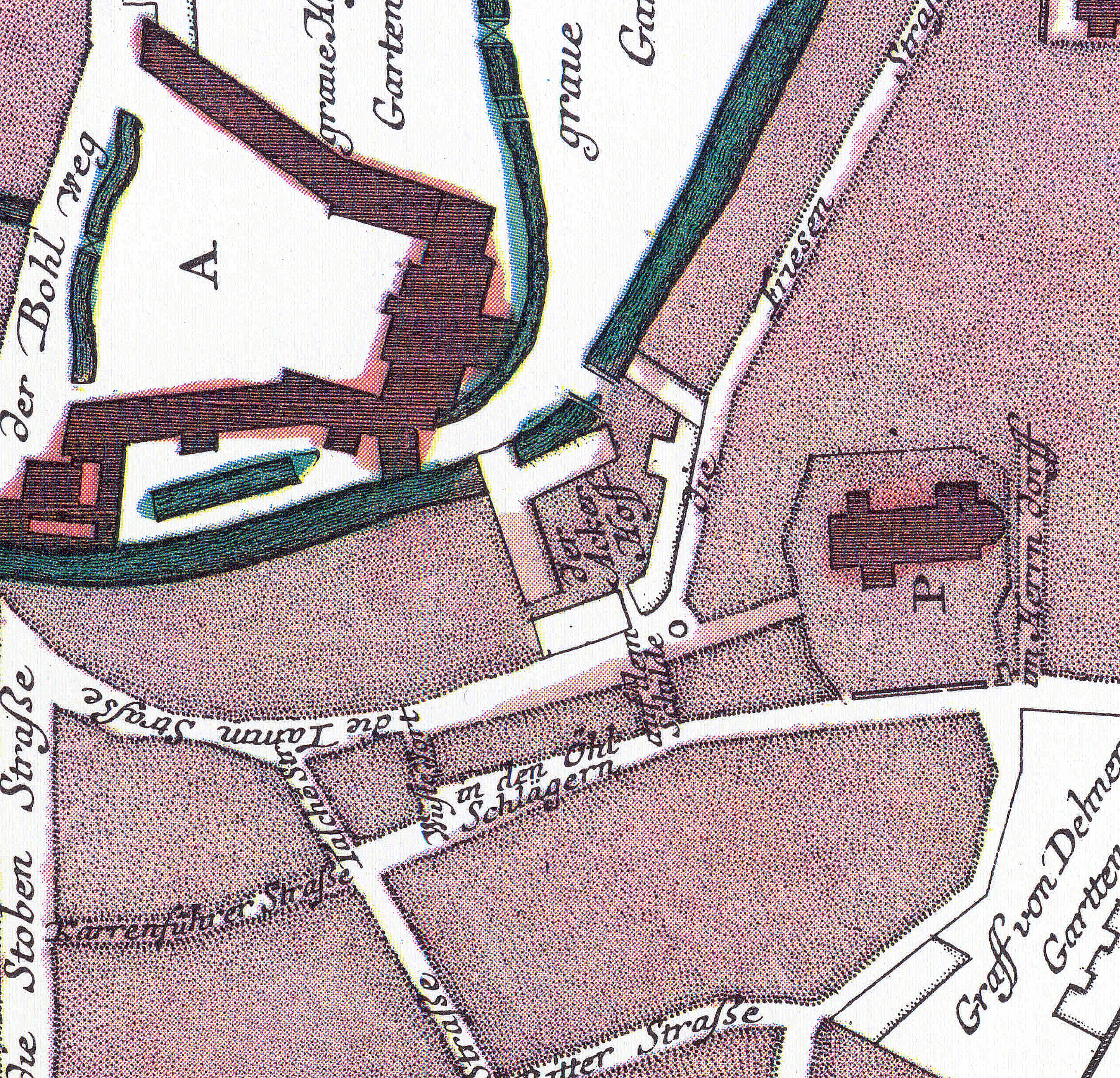
Stadtplan von ca. 1755: Gut zu erkennen, das erste Braunschweiger Schloss („A“) und die Magnikirche („P“), sowie die Straßen „in den Öhl-Schlägern“ und „Friesen Straße“. Der heutige „Ackerhof“ (im Zentrum) hieß damals noch „auf dem Schilde“, während nördlich davon, ungefähr dort, wo heute die Georg-Eckert-Straße verläuft, „der Acker Hoff“ lag.

Der Ackerhof ist ein kleiner Platz mit angeschlossener Straße gleichen Namens im Magniviertel von Braunschweig. Sein Ursprung liegt im 13. Jahrhundert. Auf den Platz münden die Straßen Ölschlägern, Langedammstraße, Schloßstraße und Magnikirchstraße. Auch die Friesenstraße mündete auf den Ackerhof. Dies änderte sich erst Anfang der 1970er Jahre, als die Georg-Eckert-Straße angelegt wurde, die den alten Verlauf der Friesenstraße durchtrennte.

## Geschichte
Das Magniviertel ist Teil des Weichbildes Altewiek und gehört zu den ältesten Siedlungsgebieten der Stadt Braunschweig. Bei Ausschachtungsarbeiten für eine Tiefgarage des gerade entstehenden Horten-Kaufhauses am Bohlweg stießen Archäologen im Jahre 1972 auf zahlreiche Artefakte, darunter Scherben und einen hölzernen Brunnen. Insbesondere die gefundenen Scherben konnten in die frühe vorchristliche Zeit datiert werden. Der Brunnen wurde in das 10. Jahrhundert datiert. Damit ist eine sehr frühe Besiedlung des Gebietes belegt.
Durch die Altewiek verliefen in alter Zeit zwei Fernhandelsstraßen, von denen die nördliche durch das Magnitor kommend und vorbei am Magnikirchhof auf dem Ackerhof mündete, dem dadurch eine wichtige Verteilerfunktion zukam. Das weitere Umfeld dessen, was heute den Ackerhof mit einschließt, war im 13. Jahrhundert ursprünglich ein Teil eines größeren herzoglichen Grundstücks, das sich von der heutigen Friesenstraße bis zur Langedammstraße und (damals existierenden) Stobenbrücke erstreckte. 1254 machte es Herzog Albrecht dem Marienspital zum Geschenk (Allod). Bezeichnet wurde das Gesamtareal in jener Zeit u. a. als „alodium hospitalis“ (1295) und schließlich 1572 als „Unser leven fruwen ackerhof“. Im 18. Jahrhundert befand sich der Ackerhof an der südöstlichen Rückseite des von Barockbaumeister Hermann Korb entworfenen ersten Braunschweiger Schlosses, das während der Zeit der französischen Besetzung Braunschweigs von Baumeister Peter Joseph Krahe teilweise umgestaltet wurde. Durch einen erhaltenen steinernen Torbogen (der 1971 auf dem städtischen Bauhof eingelagert wurde) gelangte man zum herzoglichen Marstall, dem Pagenhaus, der Reitbahn und den Wagenremisen auf dem Ackerhof.

### Benennung durch die Jahrhunderte
Die ursprüngliche Bezeichnung des kleinen Platzes, auf den die Straßen Ölschlägern und Langedammstraße mündeten, war „Schild“. Eine Benennung, die häufig für Orte gewählt wurde, an denen konvergierende Straßen in stumpfem Winkel aufeinandertrafen, wodurch ein Platz entstand. „Schild“ bzw. „uppe dem Schilde“ ist seit 1427 als Bezeichnung nachgewiesen. In den folgenden Jahrhunderten wechselte der Name öfter: Um 1553 scheint der Platz „Z[i]egenmarkt“ genannt worden zu sein. In den Stadtplänen von 1671 und 1758 ist er als „auf dem Schilde“ verzeichnet. Im Braunschweiger Adressbuch von 1813 als „Schild in der Altenwick“, zwischen 1816 und 1840 als „auf“ bzw. „vor dem Ackerhofe“, 1850 wieder als „auf dem Schilde“ und gelegentlich auch als „hinter dem Ackerhofe (Schild)“. Endgültig erhielt der Platz seine heutige Benennung erst im Jahre 1858. Die Bezeichnung „Ackerhof“ bezog sich wiederum ursprünglich auf ein etwas nördlich davon beginnendes Grundstück, das zur herzoglichen Hofverwaltung gehörte und sich bis zur Stobenbrücke erstreckte. Um 1758 wurde dieses Grundstück in seinen alten Ausmaßen noch auf einem Stadtplan als „Ackerhof“ bezeichnet, jedoch fand sich bereits auf einem Plan von 1671 der Hinweis „gewesener Ackerhof“.

### Bauwerke um den Ackerhof herum

#### Ackerhof 2

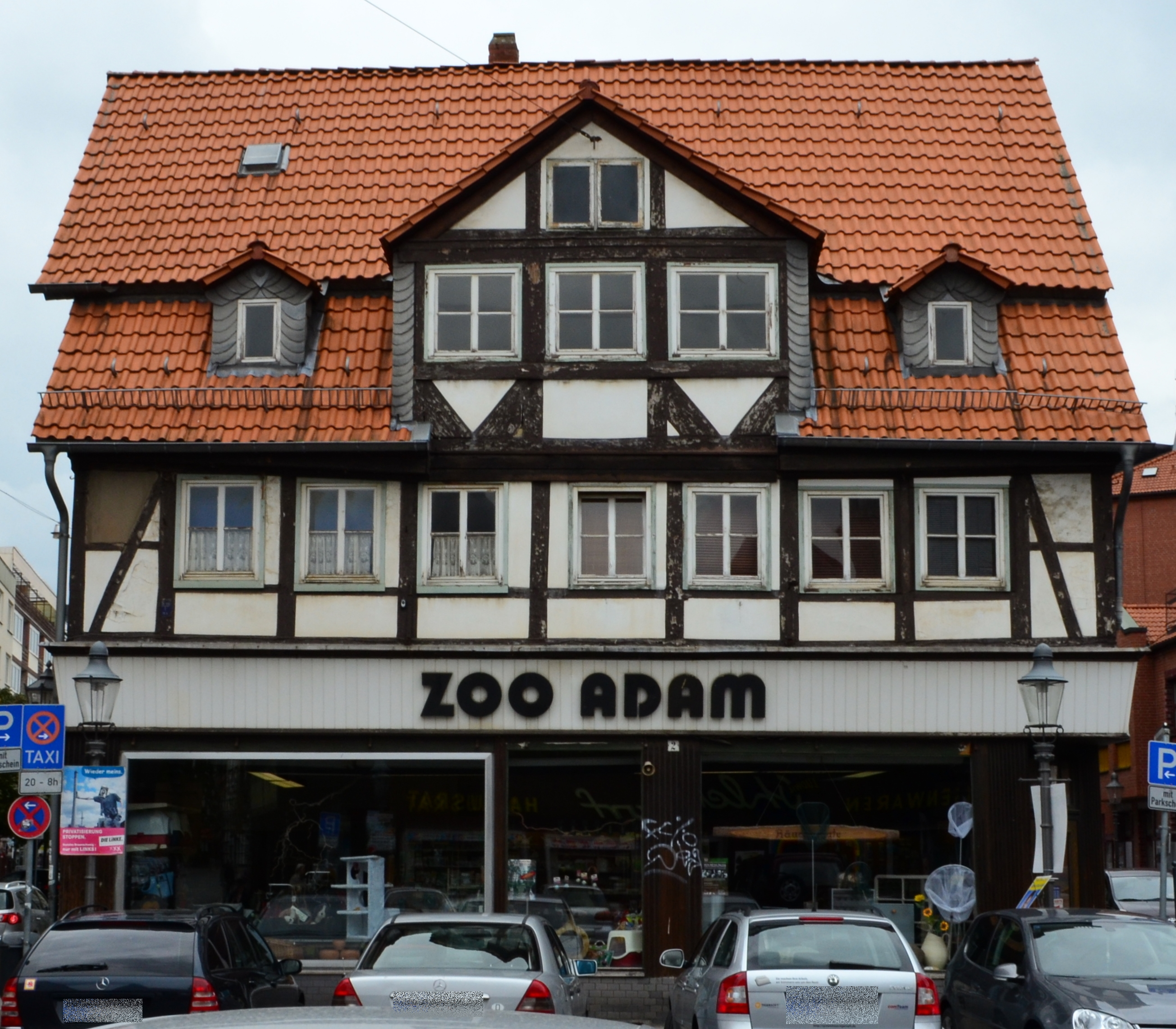
Ackerhof 2, das älteste datierte Fachwerkhaus Braunschweigs, wahrscheinlich sogar ganz Deutschlands.

Da das Areal des Ackerhofes vergleichsweise klein ist, gab es bis Kriegsende nur zwei Hausnummern: Nr. 1 ist auf der Ostseite des Platzes und war vor dem Zweiten Weltkrieg ein zweistöckiges Geschäftshaus. Dieses wurde durch Bombentreffer schwer beschädigt. 1946 wurde ein einstöckiges Gebäude errichtet, in dem sich die 1892 gegründete Firma „Ludwig Ohlendorf“ befindet. Auf der Westseite des Platzes liegt Ackerhof 2, das älteste datierte Fachwerkhaus Braunschweigs, nach Elmar Arnholds umfangreichen bauhistorischen Untersuchungen aus dem Jahre 2004, vermutet dieser allerdings, dass es sich vielmehr um das älteste datierte Gebäude Norddeutschlands, wahrscheinlich sogar ganz Deutschlands handeln könne. Auf der Nordseite des Hauses ist als römische Zahl die Jahresangabe „Anno d[omi]ni m cccc xxxii“ (Im Jahre des Herrn 1432) zu lesen. Zum Gebäudekomplex Ackerhof 2 gehören auch noch weitere Gebäude auf der Langedammstraße.

#### Volksfreund-Haus
An der Südwestseite des Ackerhofes (Ölschlägern 29, Ecke Schlossstraße 8) befindet sich das erst 1913 von den Architekten Karl Munte und J. M. Kerlé erbaute sogenannte „Volksfreund-Haus“ der SPD. Es entstand, nachdem 1905 ein Straßendurchbruch vom Ackerhof zur heutigen Ritterstraße vorgenommen wurde. Diese neue Straße erhielt den Namen „Schlossstraße“. An der Stelle des heutigen Volksfreund-Hauses befand sich ein mehrstöckiges Fachwerkhaus, das in unmittelbarer Nähe zur Magnikirche „Hinter der Magnikirche“ 1 z. T. wiedererrichtet wurde.
Das Volksfreund-Haus der SPD, das gleichzeitig auch als Redaktionsgebäude für die SPD-Parteizeitung „Braunschweiger Volksfreund“ diente, wurde am 9. März 1933 von Angehörigen der SS gestürmt und verwüstet, wobei zahlreiche Personen verletzt und einige getötet wurden. Partei- und Gewerkschaftsakten sowie Bücher, Fahnen u. Ä. wurden dabei öffentlich auf dem Ackerhof verbrannt.

#### Ackerhof-Portal

Das Ackerhof-Portal 1893.

Das 1772 von Wilhelm von Gebhardi als nördlicher Eingang zum Schlossgarten des „Grauen Hofes“ entworfene Portal wurde um 1800 an den Ackerhof versetzt und befand sich in dessen nordwestlichem Bereich, wodurch es schließlich den Namen Ackerhof-Portal erhielt. Den Zweiten Weltkrieg hatte das Portal weitgehend unbeschädigt überstanden, wurde jedoch im Zuge des Wiederaufbaus im Bereich der 1960 abgerissenen Schlossruine, vor allem wegen der Neuanlage der Georg-Eckert-Straße 1971 abgebaut und ist seither eingelagert.

### Weiteres bauliches Umfeld
Wie auch andere große Teile der Braunschweiger Innenstadt, so wurde ebenfalls das Magniviertel und mit ihm der Bereich um den Ackerhof bis zum Bohlweg durch alliierte Bombenangriffe während des Zweiten Weltkrieges, insbesondere den vom Sonntag, dem 15. Oktober 1944, schwer beschädigt bzw. großflächig zerstört. Da viele Gebäude des Stadtzentrums in Fachwerkbauweise gefertigt worden waren, fielen die meisten dem Feuersturm zum Opfer. Darüber hinaus wurden etliche beschädigte Gebäude oder Ruinen in der Nachkriegszeit abgerissen, um Neubauten Platz zu machen. So wurde die gesamte Nordseite der Langedammstraße, die im Krieg vollkommen zerstört worden war, erst in den 1980er Jahren, ohne Rücksicht auf die Ergebnisse eines städtebaulichen Ideenwettbewerbs, erneut bebaut. Das östlich gegenüberliegende Grundstück (heute Ackerhof 4) wurde erst ab Ende 1999 bebaut. Auf ihm befindet sich heute das Happy RIZZI House.
Heute ist der Ackerhof neben dem Platz vor der Magnikirche ein zentraler Ort während des seit 1974 alljährlich am ersten Septemberwochenende stattfindenden Magnifestes.

### Der Ackerhof einst und jetzt
Abbildungen im Uhrzeigersinn von Westen anfangend.
| Um 1900 | 2011 | Anmerkung |
| ------- | ---- | --- |
|         |      | Der Gebäudekomplex Ackerhof 2–Langedammstraße 11 ist 2011 weitgehend unverändert erhalten. Im Erdgeschoss wurde aus den zwei Läden in den 1950er Jahren ein Geschäft gemacht. |
|         |      | Das Gebäude Ackerhof 2 ist am linken Bildrand gerade noch zu erkennen. Das Gebäude auf der Nordseite der Langedammstraße wurde im Krieg zerstört, das Portal 1971 abgebaut und eingelagert. Das Gebäude rechts daneben wurde zerstört. Die Friesenstraße wurde durch die Durchtrennung Anfang der 1970er Jahre an dieser Stelle in Ackerhof umbenannt. Das Gebäude Ackerhof 1 besteht nach Kriegsschäden heute in anderer Form weiter. |
|         |      | Das Portal 1971 abgebaut und eingelagert. Das Gebäude rechts daneben wurde zerstört. Seit 1999 befindet sich dort das Happy RIZZI House. Die Friesenstraße wurde durch die Durchtrennung Anfang der 1970er Jahre an dieser Stelle in Ackerhof umbenannt. Das Gebäude Ackerhof 1 besteht nach Kriegsschäden heute in anderer Form weiter.                                                                                               |
|         |      | Die Gebäude links und rechts (Ackerhof 1) der Magnikirchstraße wurden verändert. Kriegsschäden an der Kirche wurden beseitigt. |
|         |      | Das Fachwerkhaus Ölschlägern 29, Ecke Schlossstraße 8 wurde um 1913 abgebaut und an seinen jetzigen Standort „Hinter der Magnikirche 1“ teilweise wiedererrichtet. Am ursprünglichen Standort befindet sich heute das „Volksfreund-Haus“. Am rechten Bildrand kann man Ackerhof 2 erkennen. |